# Халікотерієві
Халікотерієві (Chalicotheriidae) — викопна родина ряду непарнокопитних. Жили з еоцену по пліоцен (40—3,5 млн років тому).
Розміри варіювали від вівці до великого коня, на якого вони, ймовірно, були дещо схожі зовні, а також будовою черепа. Мали довгу шию. Різці та ікла невеликі, корінні зуби горбкувато-гребінчастого типу, пристосовані для поїдання листя і м'яких рослин. Передні ноги довгі, чотирипалі або трипалі, задні — порівняно короткі та масивні, трипалі. Найбільш розвинений 2-й палець, а не 3-й, як в інших непарнокопитних. Пальці закінчувалися великими розщепленими кігтьовими фалангами, на яких були не копита, а товсті пазурі.

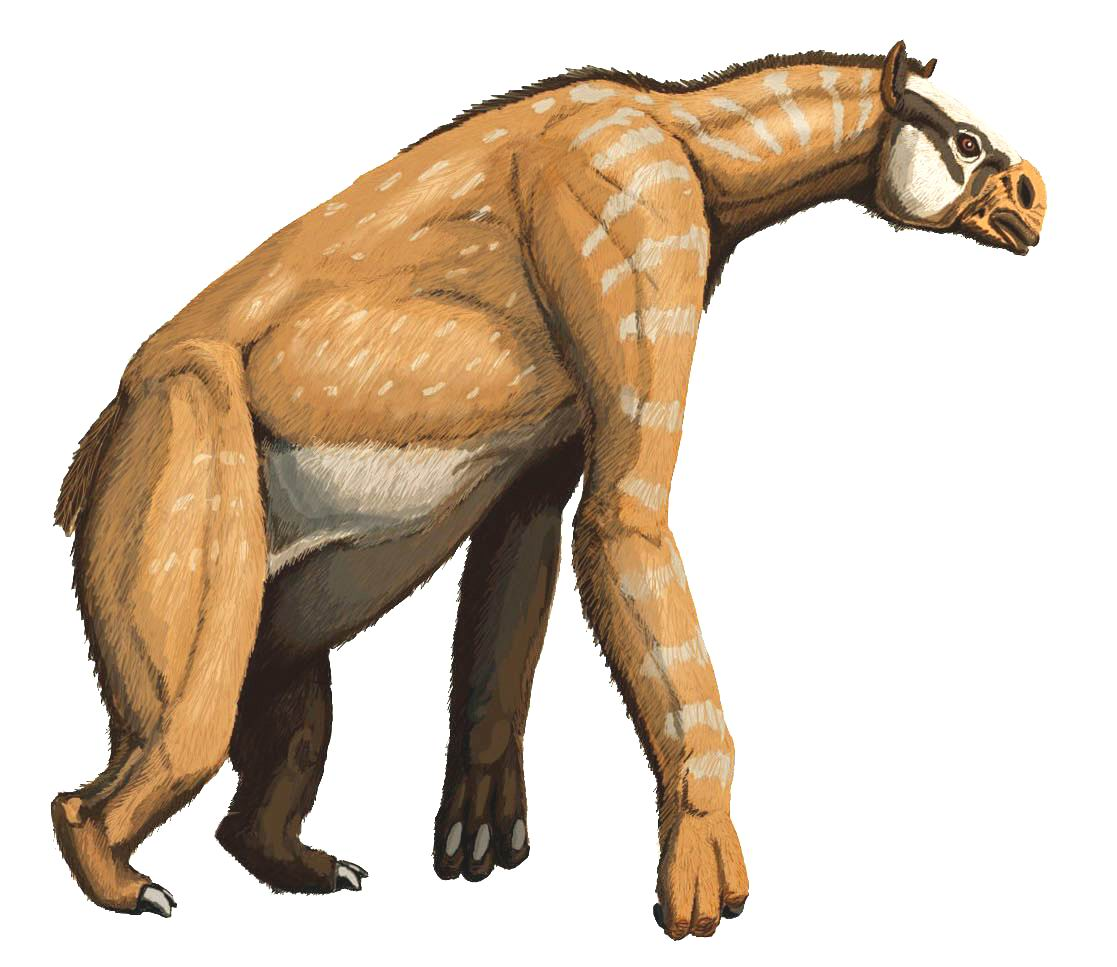
Художня реконструкція халікотерія Anisodon grande, раніше відомого як Chalicotherium grande

Ґрунтуючись на ряді особливостей у будові халікотерієвих, радянський палеонтолог О. О. Борисяк вважав, що тварини для добування їжі, головним чином листя, чіплялися за стовбури дерев. Інші вчені (наприклад, австрійський палеонтолог О. Абель) вважають, що халікотерієві за допомогою передніх ніг добували з землі коріння і бульби, якими харчувалися. Представники — халікотерій (пліоцен, Європа), борисякія (пізній олігоцен, Азія), філлотілон (міоцен, Азія), моропус (міоцен, Північна Америка).
Близько 15 родів відомі з кайнозойських відкладень Європи, Азії та Північної Америки. Халікотерієві споріднені бронтотеріям, що виникли від одного з ними ряду давніх копитних.

## Роди халікотерієвих

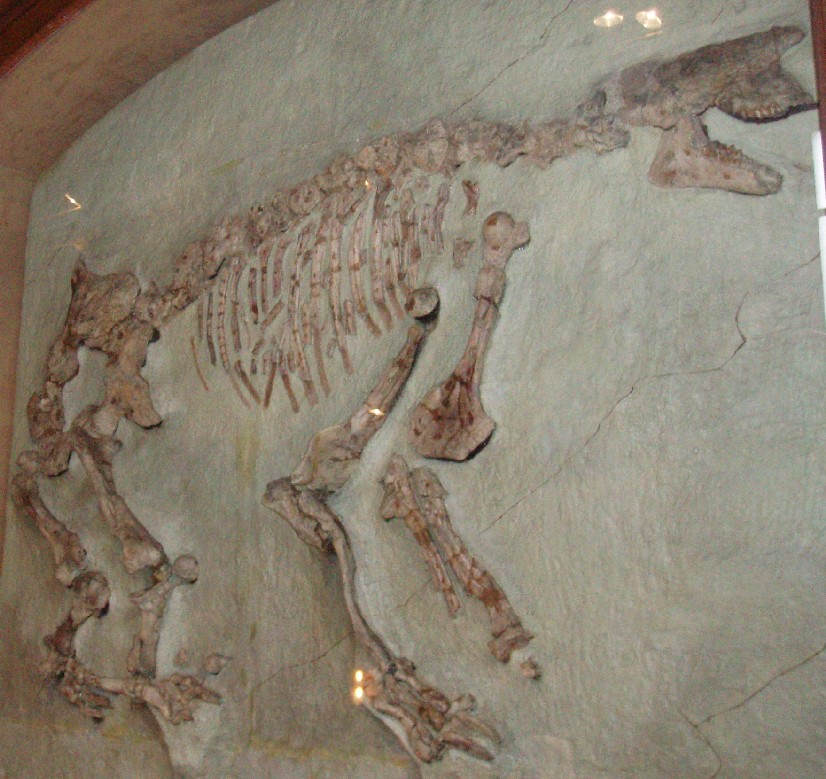
Халікотерій

- ХалікотерійЛімогнітерій — Limognitherium

підродина Chalicotheriinae
- Анізодон — Anisodon
- Butleria
- Халікотерій — Chalicotherium
- Hesperotherium
- Каліманція — Kalimantsia
- Несторітерій — Nestoritherium

підродина Schizotheriinae
- Анкілотерій — Ancylotherium
- Борисякії — Borissiakia
- Хемоситія — Chemositia
- Metaschizotherium
- Моропуси — Moropus
- Phyllotillon
- Schizotherium
- Тілоцефалонікс — Tylocephalonyx